# Каліло
Каліло (груз. ქალილო) — село в Грузії.
За даними перепису населення 2014 року в селі проживає 48 осіб.